# Boonoonoonoos
Boonoonoonoos è il quinto album in studio del gruppo musicale tedesco Boney M., pubblicato nel 1981.

## Tracce
Lato A
1. Boonoonoonoos – 4:37
2. That's Boonoonoonoos / Train to Skaville / I Shall Sing – 5:56
3. Silly Confusion – 7:12
4. Ride to Agadir – 5:09
5. Jimmy – 4:07
6. African Moon – 2:55

Durata totale: 29:56
Lato B
1. We Kill the World (Don't Kill the World) – 6:28
2. Homeland Africa (Ship Ahoy) – 4:20
3. Malaika – 3:27
4. Consuela Biaz – 4:37
5. Breakaway – 4:18
6. Sad Movies – 3:22
7. Goodbye My Friend – 5:25

Durata totale: 31:57